# Robert Korzeniowski
Robert Marek Korzeniowski, poljski atlet, * 30. julij 1968, Lubaczów, Poljska.
Korzeniowski je v štirih nastopil na olimpijskih igrah osvojil tri zaporedne naslove olimpijskega prvaka v svoji paradni disciplini, hitri hoji na 50 km, in en naslov v hitri hoji na 20 km. Na 50 km je osvojil tudi tri naslove svetovnega prvaka in dva naslova evropskega prvaka. 8. avgusta 2002 je s časom 3:36:39 postavil nov svetovni rekord v hitri hoji na 50 km, 27. avgusta 2003 ga je še popravil na 3:36:03, veljal je do 2. decembra 2006. 21. novembra 2014 je bil sprejet v Mednarodni atletski hram slavnih.